# La Reine des renards
Pour plus de détails, voir Fiche technique et Distribution.
La Reine des renards est un film d'animation de court métrage suisse réalisé par Marina Rosset et sorti en 2022.

## Synopsis
Chaque nuit, les renards envahissent la ville à la recherche de lettres d'amour qui n'ont jamais été envoyées, en espérant ainsi redonner le sourire à leur reine.

## Fiche technique
- Titre anglais : La Reine des renards
- Réalisation : Marina Rosset
- Scénario : Marina Rosset
- Animation : Marina Rosset
- Musique : Rahel Zimmermann
- Son : Peter Bräker
- Montage : Marina Rosset
- Production : Marina Rosset
- Sociétés de production : Marina Rosset Productions et RTS
- Sociétés de distribution : Kurzfilm Agentur Hamburg E.V.  Allemagne et Les Films du Préau  France
- Pays d'origine :  Suisse
- Langue originale : français
- Format : couleur
- Genre : animation
- Durée : 8 minutes 50 secondes
- Dates de sortie :
  - France : 13 juin 2022 (Annecy); 29 mars 2023

## Distinctions
- 2022 : Prix de la meilleure musique originale et prix du jeune public pour un court métrage au festival international du film d'animation d'Annecy